# Saison 10 de Ninjago
 (juin 2019).
Si vous disposez d'ouvrages ou d'articles de référence ou si vous connaissez des sites web de qualité traitant du thème abordé ici, merci de compléter l'article en donnant les références utiles à sa vérifiabilité et en les liant à la section « Notes et références ».
Chronologie
Saison 9 Saison 11
Cet article présente le guide des épisodes de la dixième saison de la série télévisée d'animation américaine Ninjago. Elle se nomme La Marche des Onis, March of the Oni en anglais. Elle est diffusée le 20 mai 2019 sur France 4. 

## Épisodes

### Épisode 1:L'arrivée des ténèbres
- États-Unis : 19 avril 2019 sur Cartoon Network
- France : 20 mai 2019 sur France 4

### Épisode 2:Dans la brèche
- États-Unis : 19 avril 2019 sur Cartoon Network
- France : 20 mai 2019 sur France 4

### Épisode 3:La chute
- États-Unis : 19 avril 2019 sur Cartoon Network
- France : 20 mai 2019 sur France 4

### Épisode 4:La fin
- États-Unis : 19 avril 2019 sur Cartoon Network
- France : 20 mai 2019 sur France 4